# Norman Taber
Norman Stephen Taber (Providence, Rhode Island, 3 de setembre de 1891 – Orange, Nova Jersey, 15 de juliol de 1952) va ser un atleta estatunidenc que va competir a començament del segle xx. Al seu palmarès destaquen dues medalles als Jocs Olímpics d'Estiu de 1912 i el fet de ser el primer atleta amateur en superar el temps que el professional Walter George va fer en la milla trenta anys abans.

## Els Jocs Olímpics de 1912
Taber va començar a destacar com a migfondista el 1910, quan finalitzà en tercera posició en la milla al campionat de l'IC4A participant per la Brown University. Sense resultats el 1911, va reaparèixer el 1912, quan fou sisè en la prova de camp a través de l'IC4A.
Fou seleccionat per disputar la prova dels 1.500 metres dels Jocs Olímpics d'Estocolm, on era un dels principals favorits. En la final, disputada el 10 de juliol, liderà part de la cursa i rivalitzà amb Abel Kiviat per a la victòria, però en el darrer instant Arnold Jackson els superà i Taber s'hagué d'acontentar amb la medalla de bronze. En l'altra prova del programa d'atletisme que disputà, els 3.000 m. per equips guanyà la medalla d'or.

## Primer rècord de la milla validat per l'IAAF
El 31 de maig de 1913 Taber tornà a disputar el campionat de la milla de l'IC4A amb John Paul Jones com a principal rival. Taber comandà els tres primers 400, però en la darrera volta Jones llançà un atac al qual no pogué respondre Taber. Jones creuà la línia d'arribada amb un temps de 4' 14 ⅖", un nou rècord del món amateur, i el primer de la milla reconegut per la recentment creada IAAF. El temps de Taber fou de 4' 16 ⅖, quart millor temps amateur sobre la distància.
Posteriorment, aquell mateix any, Taber guanyà el campionat de la milla de l'AAU amb un temps de 4' 26⅖. Més tard començà a estudiar al Saint John's College de la Universitat d'Oxford, com a Rhodes Scholar. Va córrer per Oxford, però sense obtenir bons resultats.

## Taber supera a George
El 1915 va decidir intentar millorar el rècord de la milla Jones, i per aquest motiu es va estar entrenant durant mig any amb Eddie O'Connor. Al juny estava en un gran estat de forma i superà a Kiviat el 26 de juny amb un temps de 4' 15 ⅕ als Eastern Trials de l'AAU, i poques setmanes després guanyà la milla de Milrose AA amb un temps de 4' 17 ⅗.
El 16 de juliol intentà el rècord, però no sols el de Jones, sinó també el que 29 anys abans havia establert el professional Walter George amb un temps 4' 12 ¾.
La pista de Harvard a Allston, Massachusetts, era molt ràpida i el temps acompanyà. Amb l'ajuda de diverses llebres aconseguí un temps de 4' 12 ⅗, superant el temps de George per una fracció de segon i establint un nou rècord mundial.
Tot i alguns dubtes sobre l'ús de les llebres el rècord fou ratificat i es mantingué fins al 1923, quan Paavo Nurmi el millorà.

## Vida posterior
Un cop retirat de la vida esportiva, Taber fou un expert en el camp de les finances municipals i va fundar una empresa en aquest camp.